# Luis Souza Ferreira
Luis Souza Ferreira (ur. 6 października 1908 w Limie, zm. 29 września 2008 w Callao) – peruwiański piłkarz, reprezentant kraju. 

## Kariera klubowa
Souza Ferreira przez całą swoją zawodową karierę związany był z klubem Universitario de Deportes. Karierę piłkarską rozpoczął w 1926, a przez osiem lat gry dwukrotnie zdobył z drużyną mistrzostwo Primera División Peruana w latach 1929 i 1934. Trzykrotnie w latach 1928, 1932 i 1933 zajmował drugie miejsce w ligowej tabeli. Łącznie przez 8 lat gry w Universitario zagrał w 180 spotkaniach, w których strzelił 157 bramek. 

## Kariera reprezentacyjna
Souza Ferreira został powołany przez trenera Francisco Bru na Mistrzostwa Świata 1930 rozgrywane w Urugwaju. Podczas tego turnieju wystąpił w spotkaniach z gospodarzem turnieju Urugwajem oraz Rumunią. Podczas meczu z Rumunią strzelił bramkę w 75. minucie spotkania, stając się pierwszym w historii Peru strzelcem bramki na Mistrzostwach Świata. 
Mecze rozgrywane podczas Mundialu 1930 byli jedynymi, jakie Souza Ferreira rozegrał w barwach reprezentacji Peru. 
| Mecze i gole w reprezentacji | Mecze i gole w reprezentacji | Mecze i gole w reprezentacji | Mecze i gole w reprezentacji | Mecze i gole w reprezentacji | Mecze i gole w reprezentacji | Mecze i gole w reprezentacji |
| #                            | Data                         | Miasto                       | Przeciwnik                   | Gol                          | Wynik                        | Rozgrywki                    |
| ---------------------------- | ---------------------------- | ---------------------------- | ---------------------------- | ---------------------------- | ---------------------------- | ---------------------------- |
| 1.                           | 14.07.1930                   | Montevideo                   | Rumunia                      | Gol                          | 1:3                          | MŚ 1930                      |
| 2.                           | 18.07.1930                   | Montevideo                   | Urugwaj                      |                              | 0:1                          | MŚ 1930                      |

## Sukcesy
- Mistrzostwo Primera División Peruana (2): 1929, 1934